# Bataille du canyon de Palo Duro
Guerre de la rivière Rouge
La bataille du canyon de Palo Duro est l'attaque d'un campement amérindien par l'armée des États-Unis le 28 septembre 1874 durant la guerre de la rivière Rouge.
Bien que les pertes humaines dans les deux camps soient faibles, l'affrontement constitue une victoire décisive pour l'armée américaine. Privés de la plupart de leurs chevaux et de leurs provisions d'hiver, de nombreux Amérindiens prirent le chemin des réserves dans les mois qui suivirent, marquant ainsi la fin de la résistance amérindienne dans le sud des Grandes Plaines.